# 100 000 євро (монета)
100 000 євро, (Великий Філ) — одна з найбільших золотих монет у світі, присвячена Віденському філармонічному оркестрові (Wiener Philharmoniker).
Монета виготовлена на Віденському монетному дворі в жовтні 2004 року. Містить 1000 унцій золота 999,9 проби (31 103,5 г), має діаметр 37 см і товщину 20 мм.
Наклад склав всього 15 штук, проте миттєво був розпроданий за ціною 330 000 євро.

## Опис
Аверс: Орган в золотому залі Віденського музичного союзу. Написи:
- у верхній частині монети — «Republik Osterreich» (Республіка Австрія);
- під зображенням органу — «1000 UNZE GOLD 999.9» — вказівка ваги, матеріалу, з якого виготовлена монета і проби;
- у нижній частині — рік випуску і номінал монети.

Реверс: різні музичні інструменти, що символізують оркестр.